# Прострел крымский
Прострел крымский (лат. Pulsatilla taurica) — многолетнее травянистое растение; вид рода Прострел (Pulsatilla) семейства Лютиковые (Ranunculaceae). Эндемик Крыма.
Близок к Pulsatilla halleri, от которого отличается более мощным стеблем, опушением из более длинных волосков и несколько более крупными цветками с более широкими листочками околоцветника.

## Ботаническое описание
Многолетнее травянистое растение.
Корневище длинное, одно- или чаще многоглавое, почти черное, волокнистое, несколько деревянистое.
Корневые листья появляются после цветения, собраны в розетку, 7-25 мм в длину, с более или менее длинными, прямыми, толстыми и жестковатыми черешками, густо мохнатыми от длинных белых мягких волосков, в очертании почти круглые, широко- или продолговато-яйцевидные, непарно дважды перисто-рассеченные с боковыми сегментами в числе двух с каждой стороны и с одним верхушечным, из которых боковые на коротких, но довольно явственных черешках или (почти) сидячие, почти до основания 2-раздельные, верхушечный на длинном черешочке, 3-раздельный, с 2-3-надрезанными долями, с отрезками продлговато-линейными, островатыми или нередко довольно тупыми, в молодом состоянии очень густо шерстисто-мохнатые, впоследствии менее густо опушенные (сверху иногда рассеянно-волосистые).
Стрелка прямая, мощная, 9-25 (30) см в высоту, одноцветковая, опушена оттопыренными волосками. Обертка 2-3 см в длину, почти прямостоячая, трехлистная, с листьями, сросшимися при основании во влагалище, во время цветения отстоящая от цветка на 1-10 см, пальчато-многораздельная на узколинейные отрезки, довольно густо войлочно-мохнатая от горизонтально оттопыренных блестящих волосков.
Цветок одиночный, прямостоячий. Лепестки обычно в числе 6, 2,5-4 см в длину и 1-2 см в ширину, продолговато-яйцевидные, туповатые или тупые, синевато-фиолетовые, вначале сходящиеся в виде колокольчика, впоследствии растопыренные и прямые. Тычинки многочисленные, приблизительно вдвое короче лепестков, пыльники темно-желтые. Пестики многочисленные с длинными фиолетовыми рыльцами.
Плод — многоорешек с длинными волосистым столбиками. Плодики 5-6 мм в длину, продолговатые, при основании более коротко, кверху более длинно космато-волосистые, столбик 3,5-4 см в длину.
Цветет в апреле-мае, плодоносит в июне-июле.

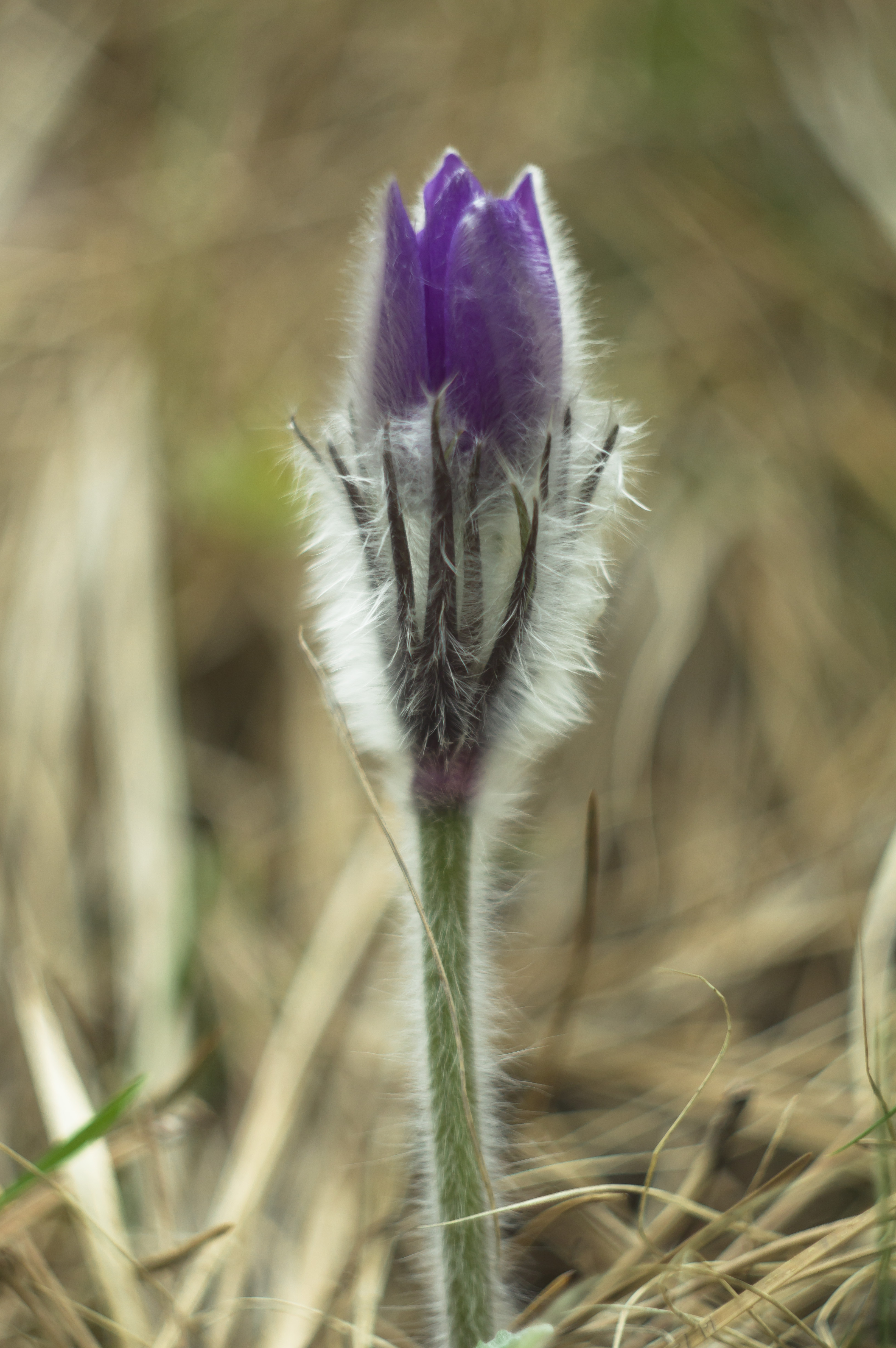
Расцветающее растение

## Распространение и экология
Эндемик Южного Крыма.
Произрастает в нижнем (крайне редко), среднем и верхнем поясах Горного Крыма в горно-луговых степях яйл, томиллярах и на полянах дубовых или сосновых лесов. Гелиофит, мезоксерофит.

## Охранный статус
Вид внесен в Красные книги Республики Крым и города Севастополь. Ранее включался в Красную книгу Украины.
Страдает от уничтожения экотопов, сбора растений на букеты и выкапывания для продажи.
Охраняется в Ялтинском горно-лесном, Крымском и Карадагском природных заповедниках; в государственных природных заказниках «Большой каньон Крыма», «Урочище “Караби-Яйла”», «Горный карст Крыма».